# رحالة آيت مرغاد (زاوية سيدي حمزة)
رحالة آيت مرغاد هي إحدى مشيخات المملكة المغربية، تتبع جغرافيا لإقليم ميدلت وإداريًا لزاوية سيدي حمزة. يقدر عدد سكانها بـ 319 نسمة حسب الإحصاء الرسمي للسكان والسكنى لسنة 2004.